# A félelem utcája: A bálkirálynő
A félelem utcája: A bálkirálynő (eredeti cím: Fear Street) 2025-ben bemutatott amerikai horrorfilm, amelyet Matt Palmer rendezett. A forgatókönyvet Palmer és Donald McLeary írta a Fear Street-könyvsorozat The Prom Queen (1992) című regénye alapján. A félelem utcája-filmsorozat negyedik része. A főbb szerepekben India Fowler, Suzanna Son, Fina Strazza, David Iacono, Ella Rubin, Chris Klein, Ariana Greenblatt, Lili Taylor és Katherine Waterston látható. 
Az Amerikai Egyesült Államokban és Magyarországon 2025. május 23-án mutatta be a Netflix. 

## Cselekmény
1988-ban a Shadyside Középiskola végzős osztálya a bálra készül. Lori Granger jelentkezik a bálkirálynői címre a „Farkasfalka” becenévre hallgató népszerű csoport ellen, amelyet a kíméletlen méhkirálynő Tiffany Falconer és barátnői, Melissa Mckendrick, Debbie Winters és Linda Harper alkot. Lorit kitaszítják diáktársai, mert a pletykálják szerint az édesanyja állítólag megölte az apját, bár ártatlannak ítélték. Brekenridge igazgatóhelyettes szeretné, ha a bálon a város rossz híre ellenére újra felfedeznék Shadyside-ot. A szalagavató előtti estén egy álarcos támadó megöli Christy Renault diákjelöltet.
Másnap Lori a legjobb barátnőjével, Megan Rogersszel részt vesz a bálon. Később Megan Tiffany fejének másolatát használva tréfát űz, ami feszültséget kelt közte és Lori között. Eközben Lindát és annak barátját, Bobbyt megöli a támadó egy közeli osztályteremben. Lori virágot kap egy névtelen feladótól, mielőtt Tiffany az anyja múltjával zaklatja. Debbie és Judd a pincébe mennek, ahol a támadó megöli Juddot, míg Debbie-t halálos áramütés éri. Miután Melissa segít Lori sminkjének javításában, Tiffany véget vet a barátságuknak, és tönkreteszi Melissa ruháját. Lori és Tiffany táncversenybe kezd, amelynek során Lori megnyeri a közönség tetszését, Tiffany viszont szégyenkezve távozik.
Tyler, Tiffany barátja szakít vele, és megközelíti Lorit, aki érzéseket táplál iránta. Eközben Melissát megölik a lányok öltözőjében, kiderül, hogy két maszkos támadó van. Megan megzavarja Lorit, mert a bálozók eltűnését sorozatgyilkosságnak gyanítja, amelyet Brekenridge hívő fia, Devlin követett el. Lori elutasítja Megan elméletét, és mindketten eltávolodnak egymástól. Később Megan megvizsgálja a pincét, ahol megtalálja Debbie, Judd és a gondnok holttestét. Lori és Tyler az előadóterembe mennek, ahol Tyler megpróbál szexet kezdeményezni. A gyilkos azonban végez Tylerrel és üldözőbe veszi Lorit.
Megan sikoltozva rátalál a pincében, de mindkettejüket bezárják a házba. Rövid üldözés után kiszabadulnak az ablakon keresztül, és a bálterembe sietnek, hogy mindenkit figyelmeztessenek. Lorit bálkirálynőnek nyilvánítják, miközben megpróbálja figyelmeztetni az iskolát. Az álarcos gyilkos megérkezik, és megöli Claire és Gerald diákokat, míg Wayland igazgatónak levágja az egyik kezét. Lori szemen szúrja a támadót tiara koronájával, és kiderül, a maszk mögött Tiffany apja, Dan Falconer van.
A rendőrség megérkezik, Dant letartóztatják, Megant pedig kórházba viszik. Lori hazatér, és Tiffanyval marad, aki bocsánatot kér a viselkedéséért. Nancy, Tiffany anyja visszatér a kihallgatásról, és kiderült, hogy ő a második gyilkos. Miközben Lori és Tiffany elrejtőznek, Tiffany megpróbálja leszúrni Lorit, ezzel felfedve, ő is benne volt. Nancy elmagyarázza, ő ölte meg Lori apját, miután a férfi szakított vele Lori anyja miatt. Lori lelöki Tiffanyt a lépcsőn, és felnyársalja az alattuk lévő folyosódekoráció. Nancy és Lori rövid dulakodásba keveredik, míg végül Lori fejbe veri a nőt egy trófeával, majd elhagyja a házat. Ahogy Nancy meghal, a vére a boszorkány jelét formázza.

## Szereplők
| Szerep                                | Színész             | Magyar hang        |
| ------------------------------------- | ------------------- | ------------------ |
| Lori Granger                          | India Fowler        | Pekár Adrienn      |
| Megan Rogers, Lori legjobb barátnője  | Suzanna Son         | Staub Viktória     |
| Tiffany Falconer, Lori riválisa       | Fina Strazza        | Hermann Lilla      |
| Dan Falconer, Tiffany édesapja        | Chris Klein         | Simon Kornél       |
| Tyler Torres, Tiffany barátja         | David Iacono        | L. Nagy Attila     |
| Melissa McKendrick, Tiffany barátnője | Ella Rubin          | Varga Fekete Kinga |
| Christy Renault                       | Ariana Greenblatt   | Hegedűs Johanna    |
| Dolores Brekenridge                   | Lili Taylor         | Zakariás Éva       |
| Nancy Falconer, Tiffany édesanyja     | Katherine Waterston | Balsai Móni        |
| Wayland iskolaigazgató                | Darrin Baker        | Fillár István      |
| Debbie Winters, Tiffany barátnője     | Rebecca Ablack      | Nagy Blanka        |
| Linda Harper, Tiffany barátnője       | Ilan O’Driscoll     | Urbán-Szabó Fanni  |
| Judd, Debbie barátja                  | Damian Romero       | Kádár-Szabó Bence  |
| Bobby, Linda barátja                  | Dakota Taylor       | Kretz Boldizsár    |
| Claire, Tiffany támogatója            | Eden Summer Gilmore | Csarkó Bettina     |
| Gerald, Tiffany támogatója            | Brennan Clost       | Kovács Máté        |
| Harmony LaFay, az iskola riportere    | Cecilia Lee         | Magyar Viktória    |
| Jimmy, Christy barátja                | Dale Whibley        | Szécsi Bence       |

### Magyar változat
- Magyar szöveg: Dittrich-Varga Fruzsina
- Hangmérnök: Jacsó Bence
- Vágó: Simkóné Varga Erzsébet
- Gyártásvezető: Kincses Tamás
- Szinkronrendező: Marton Bernadett
- Produkciós vezető: Várkonyi Krisztina

A szinkront a Mafilm Audio Kft. készítette el.

## A film készítése
2022 júliusában R. L. Stine kijelentette, hogy további filmek fejlesztése is folyamatban van az eredeti A félelem utcája-trilógián túl. Decemberben arról számoltak be, hogy Chloe Okuno fogja rendezni a következő A félelem utcája részt, és hogy a Chernin Entertainment ismét producerként vesz részt a munkában.
2023 októberében Stine elmondta, hogy a filmsorozat folytatódik további A félelem utcája részek fejlesztésével. Ezt Scott Stuber is megerősítette, amikor felfedte, hogy a következő rész önálló film lesz, amely R. L. Stine Fear Street könyvsorozatából készül. 2024 januárjában Stine megerősítette, hogy a projekt folyamatban van, és hogy kifejezetten a The Prom Queen című kötet adaptációja készül. Márciusban a film címét is bejelentették: A félelem utcája: A bálkirálynő. A forgatókönyvet Donald McLeary és Matt Palmer írta, utóbbi a rendezést is vállalta.
A cím bejelentésével együtt az első szereplőgárdát is ismertették, amelyben India Fowler, Suzanna Son, Fina Strazza, David Iacono, Ella Rubin, Chris Klein, Lili Taylor és Katherine Waterston kapnak szerepet. Későbbi beszámolók szerint Ariana Greenblatt is csatlakozott a szereplőkhöz. A forgatás 2024. március 25-én kezdődött Torontoban, folytatódott Hamiltonban, és május 14-én fejeződött be.